# SN 2004cg
SN 2004cg – supernowa typu II odkryta 14 maja 2004 roku w galaktyce A141123-1201. W momencie odkrycia miała maksymalną jasność 22,40m.